# Can Reixach (Santa Cristina d'Aro)
Can Reixach és una masia de Santa Cristina d'Aro (Baix Empordà) inclosa a l'Inventari del Patrimoni Arquitectònic de Catalunya.

## Descripció
Masia constituïda per un cos principal amb planta baixa i dos pisos i un altre cos, adossat a la part posterior de l'habitatge, en forma de "U", tot tancant un petit pati. El cos principal és de planta quadrangular, cobert a dues vessants i amb el carener perpendicular a la façana. Les obertures són allindades amb pedra. El parament és de pedra desbastada lligada amb morter i arrebossat, amb els angles reforçats per carreus ben tallats i de mides grans.